# EdMax
EdMax（えどまっくす）は、宮崎年之が開発したMicrosoft Windows向け統合型電子メールクライアント(MUA)である。
フリーウェア版とシェアウェア版（通常版とUnicode版の2つがある）がある。2003年（平成15年）1月25日よりIPv6対応版（3.02.2.a1）、2008年（平成20年）4月21日より管理者向けのEdMax Multiuser版も公開されている。シェアウェア版は、3.07から試用期間無制限、使用制限無しになっている。
プロトコルは、SMTP、NNTP、POP3、IMAP4（シェアウェア版のみ）、APOP をサポートしている。POP before SMTP 、SSL/TLSにも対応。（シェアウェア版3.10、フリーウェア版2.86.1Fから）

## 特徴
カスタマイズ機能の自由度の高さが売りである。
- 高度なフィルタリング機能。マッチング後のフォルダ移動やマーキングができる。
- 耐久性が高い（2万件以上のメールを保管していても電子メールクライアントが壊れない。またメールの検索機能が充実している。）
- 電子メールクライアントの動作が軽い。
- 受信メールなどの返送・転送関係をツリー上に表示することができる。
- 容量の大きなファイル添付のメールを多数保管していても電子メールクライアントが壊れない。
- ヘッダのカスタマイズ。自分でヘッダを定義できる。ここで定義したヘッダはフィルタリング機能でも使用することが可能で、迷惑メール対策としての効力を期待できる。
- EdMax フォルダ内で完結しているため、バックアップの際にはフォルダを丸ごとコピーするだけでよい。
- アカウントによる署名の振り分け。うっかり会社宛に友人向けの署名で送ってしまうようなミスを、事前に防止できる。
- 携帯電話向けに自動で分割送信する機能。文字数をカウントする機能が付いており、分割されるかどうかも判断できる。
- キーバインド、ツールバー編集、メニューバー編集、右クリックメニューがカスタマイズ可能。各部のフォント、文字色、背景色の指定が可能となっている。
- メール編集部分では、文字種による色分け、キーワードの指定、ルーラーの表示およびカスタマイズが可能である。
- フォルダのアイコンやメニューのアイコンが変更できる。
- アドレス帳もグルーピングが可能である。グループは階層構造で管理できる。

## 問題点
- EdmaxからWindows標準メーラーであるOutlook Expressへのメール移行は標準機能では出来ず、いったんUNIX Mbox形式で出力したものを外部ツール等でEML形式に変換する必要がある。

- Outlookの場合は新規にメールを作成する場合は新しいウィンドウが開くが、フリーウェア版のEdMaxの場合はタブとして開くため、一見何か起こったのかどうか初心者には把握しにくい（但しシェアウェア版のEdmaxでは、ウィンドウに表示させることも選択できるようになっており、この問題は設定により対処できる。）

- アドレス帳を左ペインに常駐させることができない。
- フリーウェア版のVer2.86.1Fでは、起動時にアフィリエイトリンク付きのポップアップウインドウが強制的に表示されるようになった。設定で非表示にする事が出来ないので、電子メールクライアントを起動するたびにウインドウを閉じる手間がかかるようになってしまった（なお、2.86.2Fでは起動時にポップアップが表示されなくなった）。
- Unicode版は従来シリーズと設定に互換性がない。また、プラグインはカスタムアカウントプラグインのみ互換性がない。

## 歴史
- 2001年1月26日 - Ver2.81 リリース。プラグイン機能をサポート。
- 2001年10月9日 - Ver2.91 リリース。IMAP4をサポート。
- 2002年5月15日 - Ver3.0 リリース。作成時に新規ウィンドウで開けられるようになった。
- 2006年10月19日 - Ver3.07リリース。このバージョンから、試用期間の制限が無くなり、機能制限無しで無期限利用が可能になった。試用中は起動時に作者サイトが表示される。
- 2006年12月22日　- Ver3.10 リリース。SSL/TLSに新規対応。
- 2007年2月6日 - Ver3.11 リリース。 Windows Vista に対応
- 2007年8月9日 - Ver3.12リリース。作者の提供するサービス「エドファイル便アクセス」に対応。
- 2007年8月17日 - フリーウェア版Ver2.86.1Fリリース。フリーウェア版もシェアウェア版3.10に続き、SSL/TLSに新規対応。シェア版3.12同様、作者の提供するサービス「エドファイル便アクセス」に対応。
- 2007年11月15日 - Unicode版 Ver5.01リリース。ライセンスはシェアウェア版と共通だが、Windows 9x系はサポートしない。「エドファイル便アクセス」など、一部機能が省略されている。
- 2008年7月11日 - 「エドファイル便」サーバー移転に対応。
- 2018年1月4日 - EdMaxの開発、サポート終了。シェアウェア版はライセンス購入はできないものの試用版として使用可能